# 电海街道
电海街道，是中华人民共和国广东省茂名市电白区下辖的一个乡镇级行政单位。电海街道总面积26.43平方公里。2019年5月10日，根据《茂名市人民政府关于同意电白区水东街道分设为水东、电海、陈村三个街道的批复》，电白区在区大会堂举行水东街道、电海街道、陈村街道揭牌仪式。面积26.43平方公里，街道办事处驻地为电白区迎宾大道398号（即恒隆新城内）

## 行政区划
电海街道下辖安乐、乔梅、蓝田坡3个村委会和三角墟社区居委会：